# 奎乐果
奎乐果（学名：Gomortega keule）是奎乐果科（Gomortegaceae）奎乐果属（Gomortega）的唯一物种，也叫葵乐果、腺蕊花、油籽树或直接音译为“哥摩木”，是生长在智利的一种乔木，花小，果实为黄色核果，果肉可以食用。几种分类法都把它列入樟目。